# Televisioni locali del Molise
Eitowers Abruzzo-Molise e Molise Towers sono due dei multiplex della televisione digitale terrestre presenti nel sistema DVB-T italiano.
Eitowers Abruzzo-Molise appartiene a EI Towers S.p.A. interamente posseduta da 2i Towers S.r.l., a sua volta controllata al 100% da 2i Towers Holding S.r.l., che è partecipata per il 40% da Mediaset e per il 60% da F2i TLC 1 S.r.l..
Molise Towers appartiene a Telemolise.

## Copertura
Eitowers Abruzzo-Molise è una rete di primo livello disponibile in tutto il Molise.
Molise Towers è una rete di secondo livello disponibile in tutto il Molise.

## Frequenze
Eitowers Abruzzo-Molise trasmette sul canale 29 della banda UHF IV in tutto il Molise e sul canale 32 della banda UHF IV nella provincia di Campobasso.
Molise Towers trasmette sul canale 45 della banda UHF V in tutto il Molise.

## Servizi

### Canali televisivi (Eitowers Abruzzo-Molise)
| LCN   | Canale              | Note       |
| ----- | ------------------- | ---------- |
| 10    | RETE 8              | FTA (HDTV) |
| 11    | TELEMOLISE          | FTA (HDTV) |
| 12    | Laqtv               | FTA (HDTV) |
| 13    | TVSEI               | FTA (HDTV) |
| 14    | TELEMAX             | FTA (HDTV) |
| 15    | InfoMediaNews       | FTA (HDTV) |
| 16    | Super J             | FTA        |
| 17    | TELEREGIONE         | FTA (HDTV) |
| 18    | DICIOTTO            | FTA (HDTV) |
| 19 71 | CANALE ITALIA extra | FTA        |
| 75    | RETE8 SPORT         | FTA        |
| 76    | TELESIRIO           | FTA        |
| 77    | TLT CANALE 77       | FTA (HDTV) |
| 79    | Vera Abruzzo        | FTA (HDTV) |
| 85    | 6 OnAir             | FTA        |
| 98    | RADIO PARSIFAL TV   | FTA        |
| 99    | TRSP                | FTA        |

### Canali televisivi (Molise Towers)
| LCN | Canale                      | Note |
| --- | --------------------------- | ---- |
| 11  | TELEMOLISE (provvisorio)    | FTA  |
| 18  | TELEMOLISE DUE(provvisorio) | FTA  |
| 82  | ITALIACABLE                 | FTA  |
| 89  | Teleuniverso                | FTA  |
| 91  | Telemolise SPORT            | FTA  |
| 92  | TG Molise                   | FTA  |
| 93  | Telemolise +1               | FTA  |
| 94  | MOLISE MIO                  | FTA  |
| 95  | Misericordia TV             | FTA  |
| 96  | HAPPY                       | FTA  |
| 97  | RADIO LUNA                  | FTA  |